# USS Fresno (CL-121)
USS Fresno (CL-121) – amerykański krążownik lekki typu Atlanta z okresu po II wojnie światowej. 

## Historia
Został zwodowany 5 marca 1946 w stoczni Federal Shipbuilding and Dry Dock Company w Kearny w stanie New Jersey. Matką chrzestną była pani Ruth R. Martin. Został przyjęty do służby 27 listopada 1946 z komandorem E. B. Straussem jako dowódcą. Został przeklasyfikowany na CLAA-121 18 marca 1949.
Podczas pierwszego rejsu operacyjnego (13 stycznia 1947 – 7 maja 1947) „Fresno” oprócz wykonywania zaplanowanych ćwiczeń na Karaibach, odwiedził także Montevideo w Urugwaju, podczas zaprzysiężenia prezydenta. Odwiedził także Rio de Janeiro. 1 sierpnia okręt wypłynął z Norfolk w rejs, w czasie którego odwiedził porty północnoeuropejskie i śródziemnomorskie. Wrócił do Norfolk 1 grudnia.
Drugi przydział zamorski (3 marca 1948 - 19 czerwca 1948) sprawił, że „Fresno” odwiedził Amsterdam, Dublin, Bergen i Kopenhagę pływając do tych miast ze swojej bazy zamorskiej w Plymouth (Wielka Brytania). Jego późniejsze operacje przybrzeżne z Norfolk opierały się także o rejsy do Wyspy Księcia Edwarda i na Bermudy. Został wycofany ze służby 17 maja 1949. Umieszczony w rezerwie został zakotwiczony w Bayonne w stanie New Jersey. Skreślony z listy floty w kwietniu 1965, został sprzedany na złom 17 czerwca 1966.